# Black Bards Entertainment
Black Beards Entertainment war ein deutsches Musiklabel, das ab 2005 bis 2011 Tonträger veröffentlichte. Betrieben wurde das Label mit Sitz in Gummersbach von der Giant Entertainment GmbH, deren Geschäftsführer Dirk Zimmermann war.
Die Gründung erfolgte 2004, neben der Labeltätigkeit war Black Beards Entertainment auch in den Bereichen Booking, Verlag und Management tätig.

## Veröffentlichungen (Auswahl)
- Adorned Brood – Noor (2008)
- Attonitus – Opus II - Von Lug & Trug (2011)
- The Claymore – Sygn (2008)
- Cruadalach – Lead - Not Follow (2011)
- Cumulo Nimbus – Totensonntag (2009)
- Darkness Ablaze – Shadowreign (2010)
- Die! – Stigmata (2006)
- Dyrathor – Sacred Walcraft of Hel (2010)
- Evig Natt – Darkland (2010)
- Gwyllion – The Edge of All I Know (2009)
- Heathen Foray – Armored Bards (2010)
- Heljareyga – Heljareyga (2010)
- Infinite Horizon – Dominion (2009)
- Ingrimm – Böses Blut (2010)
- Let Me Dream – Soulshine (2006)
- Mely – ...Leave and Enter Empty Rooms... (2007)
- Mindcrime – Strandead (2006)
- Northland – Northland (2006)
- Nothgard –  Warhorns of Midgard (2011)
- Pointers Head – Fireplus-Hysteria (2005)
- Psycho Luna – Göttin (2007)
- Pussy Sisster – Pussy Sisster (2010)
- Rawkfist – Chryseus (2011)